# Helicoplacoidea
Die Helicoplacoidea sind eine ausgestorbene Klasse der Stachelhäuter aus dem Unterkambrium des westlichen Nordamerikas. Zusammen mit den Carpoidea, den Edrioasteroidea und den Eocrinoidea zählen sie zu den ältesten fossil nachgewiesenen Stachelhäutern.

## Merkmale
Die Helicoplaoideen waren kleine, unsymmetrische, spindelförmige Organismen. Sie erreichten eine Länge von 2 bis 5 Zentimeter und einen Durchmesser von einem bis zwei Zentimeter. Ihre Oberfläche war mit spiralig angeordneten, rechteckigen Hautplättchen bedeckt, die bedornt sein konnten. Sie wurden wahrscheinlich von einer Unterhaut zusammengehalten und konnten untereinander geschoben werden, wenn sich das Tier zusammenzog.
Ebenfalls spiralig angeordnet war die Ambulacralrinne, die am oberen oder vorderen Pol, wahrscheinlich der Ort des Mundes, begann und vor dem entgegengesetzten Pol endete. Von der Hauptambulacralrinne zweigt eine Nebenambulacralrinne ab. Einige Wissenschaftler vermuten den Mund nicht am oberen Pol, sondern an der Verzweigungsstelle der beiden Ambulacralrinnen.
Tentakel oder andere Körperanhänge lassen sich nicht nachweisen.

## Lebensweise
Normalerweise wird angenommen, dass die Helicoplaoideen aufrecht lebten, mit ihrem unteren Ende im Schlamm oder Sand steckten und sich als Suspensionsfresser ernährten. Alternativ dazu könnten die Helicoplaoideen auch flach auf oder im Sediment gelebt haben, sich ähnlich wie Regenwürmer kriechend fortbewegt haben und Sedimentpartikel aufgenommen und organische Bestandteile verwertet haben.

## Gattungen
- Helicoplacus
- Polyplacus
- Waucobella
- Westgardella